# Віші (округ)
Округ Віші (фр. Arrondissement de Vichy) — округ у Франції, в департаменті Альє. 2023 року округ об'єднував 119 муніципалітетів, населення становило 125 645 осіб.
Адміністративний центр (супрефектура) — Віші.

## Муніципалітети
Список муніципалітетів округу та їхні коди INSEE:
1. Абрест (03001)
2. Аврії (03014)
3. Андларош (03004)
4. Арронн (03008)
5. Арфей (03006)
6. Барре-Бюссоль (03017)
7. Бег (03021)
8. Бельнав (03022)
9. Бельрив-сюр-Альє (03023)
10. Бер (03024)
11. Бії (03029)
12. Бійзуа (03028)
13. Бйоза (03030)
14. Бост (03033)
15. Бру-Верне (03043)
16. Брюгеа (03044)
17. Бусе (03034)
18. Бюссе (03045)
19. Валінья (03295)
20. Ванда (03304)
21. Варенн-сюр-Альє (03298)
22. Варенн-сюр-Теш (03299)
23. Вік (03311)
24. Віші (03310)
25. Вос (03302)
26. Ганна (03118)
27. Друатюр'є (03105)
28. Ебрей (03107)
29. Ескюроль (03109)
30. Еспінасс-Возель (03110)
31. Ешасьєр (03108)
32. Жаліньї-сюр-Бебр (03132)
33. Жанза (03133)
34. Іссерпан (03131)
35. Конья-Ліонн (03080)
36. Крезьє-ле-Неф (03093)
37. Крезьє-ле-В'є (03094)
38. Креші (03091)
39. Кутансуз (03089)
40. Кюссе (03095)
41. Ла-Гієрмі (03125)
42. Ла-Шабанн (03050)
43. Ла-Шапель (03056)
44. Лавуан (03141)
45. Лалізоль (03135)
46. Ланжі (03137)
47. Лапалісс (03138)
48. Лапрюнь (03139)
49. Ле-Брей (03042)
50. Ле-Бушо (03035)
51. Ле-Верне (03306)
52. Ле-Донжон (03103)
53. Ле-Має-д'Еколь (03164)
54. Ле-Має-де-Монтань (03165)
55. Ле-Пен (03208)
56. Лена (03142)
57. Лодд (03147)
58. Луру-де-Бубль (03152)
59. Люно (03154)
60. Льєрноль (03144)
61. Мазер'є (03166)
62. Маньє (03157)
63. Марйоль (03163)
64. Моль (03174)
65. Монетьє (03175)
66. Монкомбру-ле-Мін (03181)
67. Монтегет-ан-Форе (03178)
68. Монтегю-ле-Блен (03179)
69. Монтеньє-сюр-л'Андело (03182)
70. Монтольдр (03187)
71. Нав (03194)
72. Над (03192)
73. Неї-ан-Донжон (03196)
74. Нізроль (03201)
75. Отрив (03126)
76. Периньї (03205)
77. Поеза (03209)
78. Ронжер (03215)
79. Сансса (03266)
80. Сеє (03273)
81. Сен-Бонне-де-Рошфор (03220)
82. Сен-Дідьєр-ан-Донжон (03226)
83. Сен-Дідьє-ла-Форе (03227)
84. Сен-Жеран-ле-Пюї (03235)
85. Сен-Жермен-де-Фоссе (03236)
86. Сен-Йор (03264)
87. Сен-Клеман (03224)
88. Сен-Кристоф (03223)
89. Сен-Леже-сюр-Вузанс (03239)
90. Сен-Леон (03240)
91. Сен-Лу (03242)
92. Сен-Нікола-де-Б'єф (03248)
93. Сен-П'єрр-Лаваль (03250)
94. Сен-Пон (03252)
95. Сен-Прі (03257)
96. Сен-Прієст-д'Андело (03255)
97. Сен-Ремі-ан-Ролла (03258)
98. Сен-Фелікс (03232)
99. Сендре (03079)
100. Сент-Етьєнн-де-Вік (03230)
101. Сербанн (03271)
102. Сервіллі (03272)
103. Сользе (03268)
104. Сорб'є (03274)
105. Сюсса (03276)
106. Тарже (03277)
107. Трезель (03291)
108. Трето (03289)
109. Тьйонн (03284)
110. Феррієр-сюр-Сішон (03113)
111. Шаврош (03071)
112. Шарм (03061)
113. Шармей (03060)
114. Шатель-Монтань (03066)
115. Шательперрон (03067)
116. Шатлю (03068)
117. Шезель (03075)
118. Шира-л'Егліз (03077)
119. Шувіньї (03078)